# Salkó
Salkó románul: Șalcău, falu Romániában, Erdélyben, Szeben megyében. Közigazgatásilag Sálfalva községhez tartozik.

## Fekvése
Medgyestől délre fekvő település.

## Története
Salkó 1339-1876 között Szebenszékhez (Stuhl Hermannstadt) tartozott. Nevét 1394-ben p. Salka, Salko néven említette először oklevél (Ub III. 103).
További névváltozatai: 1733-ban Salkó, 1750-ben Selkeu, 1760–1762 között Falko [:Salko], 1808-ban Salyko ~ Sajko, Schalkenberg, Sejká, 1861-ben Sajkó, 1888-ban Salkó (Selkevu), 1913-ban Salkó.
A trianoni békeszerződés előtt előbb Nagy-Küküllő vármegye Bolya-berethalmi járásához, 1913-ban pedig Nagy-Küküllő vármegye Szentágotai járásához tartozott.
1910-ben 416 lakosából 32 magyarnak, 381 románnak vallotta magát. Ebből 22 római katolikus, 379 görögkatolikus, 9 református volt.